# Xerocomus silwoodensis
Xerocomus silwoodensis là một loài nấm được mô tả lần đầu vào năm 2007. Nó được các nhà khoa học phát hiện lần đầu ở Silwood Campus, Imperial College, London và được đặt tên theo địa danh này. Việc phát hiện ra loài này ở trong khu trường sở của một trường đại học học thuật hàng đầu đã được dùng để biểu thị mức độ con người biết về nó ít như thế nào. Việc phát hiện ra nó đã được xếp là phát hiện loài mới tốt thứ 7 trong năm 2008 bởi Viện Quốc tế Khám phá các loài.
Phân tích DNA cho thấy nó có quan hệ gần gũi với X. subtomentosus trước đó người ta đã không để ý đến nó do bề ngoài giống nhau. Nó thích sinh sống nơi có Populus nơi X. chrysonemus liên quan tới Quercus, X. subtomentosus với cây chủ lá rộng và X. ferrugineus với conifers. Microscopically, the spores of X. silwoodensis giống với X. chrysonemus, nhưng khác với cả X. subtomentosus và X. ferrugineus.